# Масаржик, Губерт
Губе́рт Маса́ржик (2 августа 1896, Товачов — 13 октября 1982, Прага) — чехословацкий юрист, государственный служащий и дипломат. В 1938 году он участвовал в составе английской делегации в качестве чехословацкого наблюдателя на Мюнхенском сговоре в сентябре 1938 года. Однако к переговорам его не допустили.

## Карьера
Он начинал как консульский атташе в политическом отделе, после непродолжительного пребывания в кабинете министра 1 ноября 1921 года он был переведен сначала в качестве атташе (позже секретаря дипломатической миссии второго класса) в посольстве в Брюсселе. Он работал в Бельгии до 1928 года и неоднократно возглавлял министерство иностранных дел в качестве поверенного в делах.
Вернувшись в Прагу, он стал парламентским корреспондентом в кабинете Эдварда Бенеша. В 1929 году в качестве секретаря миссии (а позже советника миссии второго класса) был назначен в миссию в Софии, где работал до 1936 года заместителем титуляра и испытал на себе перипетии болгарской сцены в 1934–1935 годах.
Осенью 1936 года он снова был назначен парламентским секретарем министра иностранных дел, тогда уже Камила Крофта. Он также выполнял функции связующего звена между министерством иностранных дел и политическими партиями.

### Мюнхенское соглашение
Пик его дипломатической службы пришелся на конец сентября 1938 года, когда вместе с послом Войтехом Мастным он был делегирован чехословацким представителем в Мюнхен, где присутствовали представители Третьего рейха (Адольф Гитлер), Италии (Бенито Муссолини), Франции (Эдуар Даладье) и Великобритании (Невилл Чемберлен), которые собрались 29 сентября для обсуждения кризисной ситуации между Германией и Чехословакией. Однако на встречу никто из чешской делегации не был допущен, поэтому он и Войтех Мастны ждали исхода переговоров в соседней гостинице. Окончательный текст был передан им для информирования об этом чехословацкого правительства. Они уже не могли возражать против итогов конференции. Принятие Мюнхенского соглашения чехословацким правительством 30 сентября означало уступку приграничных территорий Чехословакии Германии. Масаржик был среди лиц, не желавших принимать капитуляцию, и вскоре после подписания Мюнхенского соглашения он посетил встречу важных деятелей, на которой обсуждалась возможность военного сопротивления. Одним из вариантов рассматривался военный переворот, но решение так и не было принято.

## Во время войны
Сразу после создания Второй Республики он был назначен главой кабинета нового министра иностранных дел Франтишека Хвалковского, которого он также сопровождал в его поездках в Германию. После оккупации он был переведён на пост Председателя Совета министров и назначен главой отдела координации, который включал, среди прочего, отношения между главой правительства Алоисом Элиашем и канцелярией рейхспротектора. Однако он также участвовал в некоторых мероприятиях сопротивления премьер-министра. В 1940—1941 годах был председателем правления тогдашнего Чешского радио. В начале октября 1941 года, после ареста Элиаша, он также был временно арестован. В 1943—1945 годах работал в пражском офисе компании Beag-Baťa.

## После войны
После освобождения был интернирован в 1945—1946 годах и находился под следствием по обвинению в коллаборационизме. Однако с него сняли все обвинения. До своей окончательной отставки в 1958 году он работал, среди прочего, в кооперативе «Голгот», а затем на региональной базе продаж и снабжения в Праге.